# La frontera (telenovela)
La frontera é uma telenovela mexicana, produzida pela Televisa e exibida em 1967 pelo Telesistema Mexicano.

## Elenco
- Julissa
- Álvaro Zermeño
- Emily Cranz
- Evangelina Elizondo